# Gewoon penseelaapje
Het gewoon penseelaapje, witoorpenseelaapje of witpluimoestiti (Callithrix jacchus)  is een zoogdier uit de familie van de klauwaapjes (Callitrichidae). De wetenschappelijke naam van de soort werd in 1758 als Simia jacchus gepubliceerd door Carl Linnaeus.
In 2024 werd ontdekt, als een van de eerste zoogdiersoorten, dat witoorpenseelaapjes elkaar bij een naam noemen met hun hoge fluittoonsignalen, ook wel phee-calls geheten.

## Voorkomen
De soort komt voor in het noordoosten van Brazilië.